# 조셉 쿠

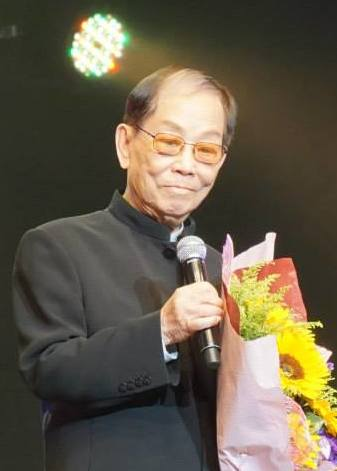
2014년 모습

조셉 쿠(Joseph Koo Kar-Fai, MBE GBS, 중국어: 顧嘉煇, 구자후이, 1931년 2월 25일 ~ 2023년 1월 3일)는 홍콩의 작곡가이다. 경력 초기에 관화 노래에 모란(莫然)이라는 필명을 사용했다. 샹강 연예 대학에 따르면 조셉 쿠는 홍콩에서 가장 존경받는 작곡가 중 한 명이었다.